# متتابعة (موسيقى)
المتتابعة أو المتتالية، هي عمل موسيقي مكون من عدة قطع آلية تعزف في حفلة موسيقية، قد تكون مقتبسة من أوبرا، من باليه، من موسيقى عرضية مخصصة لمسرحية، أو شريط سينيمائي، كما يمكنها أن تكون قطعة أصلية. كانت المتتالية في عصر الباروك معروفة بقطعها موحدة النغمية، ومؤلفة من رقصات تسبقها في بعض الأحيان مقدمة أو افتتاحية.